# Гванда
Гванда (енгл. Gwanda) је град у Зимбабвеу 134 км југоисточно од Булаваја. Налази се уз главни пут, као и уз пругу, Булавајо - Беитбриџ. Такође је главни град округа Гванда, једног од седам административних округа у провинцији.Гванда се налази на просечној надморској висини од 1006 м изнад средњег нивоа мора. Познато је да Гванда има дуга, топла лета и кратке, хладне зиме. Гванда је такође прилично сува у поређењу са остатком земље, па је стога склона суши.Око Гванде постоје рудници азбеста, хрома и злата.У 2012, национални попис становништва побројао је 20.226 градског становништва.
У 19. веку околина Гванде је била ловиште Ндебеле краљева. Насеље је основано по доласку белих сетлера и почетка експлоатације злата за снабдевање рудника, а касније као откупна станица за стоку и центар за снабдевање околних рудника и становништва коју функцију врши и данас.

## Становништво
| Година       |
| Становништво |
| ------------ |